# Пылговаям
Пылговаям — река в России, протекающая по территории Олюторского района Камчатского края, правый приток Пахачи. Длина реки — 124 км, площадь водосборного бассейна — 3080 км².
Река вытекает из озера Потатгытгын на Корякском нагорье, на высоте 162,9 м над уровнем моря. Ширина реки у истока — 93 м. Течёт преимущественно на северо-восток. В верховьях долина реки заболочена, в долине встречается множество некрупных озёр, преобладающий ландшафт — лесотундра. Поселения на берегах отсутствуют. Впадает в Пахачу по правому берегу на отметке 77 м над уровнем моря в 100 км от её устья. Ширина перед устьем — 120 м при глубине 1,2 м; скорость течения в низовьях составляет 0,7 м/с. 

## Основные притоки
Указаны поименованные притоки длиной 30 км и более.
| Название       | Расстояние от устья | Длина | Положение |
| -------------- | ------------------- | ----- | --------- |
| Малый Ияваям   | 18                  | 31    | левый     |
| Большой Ияваям | 34                  | 48    | левый     |
| Яяпылхаваям    | 39                  | 38    | правый    |
| Майниханваям   | 42                  | 43    | правый    |
| Тавываям       | 46                  | 43    | левый     |
| Чинчинваям     | 84                  | 30    | правый    |
| Кайемьетваям   | 102                 | 30    | правый    |
| Кайгытгынваям  | 107                 | 32    | правый    |

## Данные водного реестра
По данным государственного водного реестра России и геоинформационной системы водохозяйственного районирования территории РФ, подготовленной Федеральным агентством водных ресурсов:
- Бассейновый округ — Анадыро-Колымский
- Речной бассейн — бассейны рек Берингова моря (южнее Анадыря)
- Речной подбассейн — нет
- Водохозяйственный участок — бассейны рек Берингова моря от северной границы бассейна реки Опука до южной границы бассейна реки Вывенка
- Код водного объекта — 19060000212120000005090